# Michelle Harrison (Leichtathletin)
Michelle Harrison (* 6. Dezember 1992 in Saskatoon, Saskatchewan) ist eine kanadische Leichtathletin, die sich auf den 100-Meter-Hürdenlauf spezialisiert hat.

## Sportliche Laufbahn
Erste internationale Erfahrungen sammelte Michelle Harrison im Jahr 2009, als sie bei den Jugendweltmeisterschaften in Brixen mit 62,34 s in der ersten Runde im 400-Meter-Hürdenlauf ausschied. 2014 startete sie über 100 m Hürden bei den U23-NACAC-Meisterschaften in Kamloops und kam dort nicht ins Ziel. Im Jahr darauf nahm sie an der Sommer-Universiade in Gwangju teil und schied dort mit 13,95 s im Vorlauf aus und mit der kanadischen 4-mal-100-Meter-Staffel erreichte sie das Finale und kam dort nicht ins Ziel. 2022 gelangte sie bei den Hallenweltmeisterschaften in Belgrad bis ins Halbfinale über 60 m Hürden und schied dort mit 8,09 s aus. Im Juni siegte sie in 12,89 s beim La Classique D’athlétisme De Montréal und anschließend siegte sie in 13,02 s beim Vancouver Sun Harry Jerome International Track Classic. Im Juli schied sie bei den Weltmeisterschaften in Eugene mit 12,74 s im Halbfinale aus und anschließend belegte sie bei den Commonwealth Games in Birmingham mit 25,13 s auf Rang acht. Bei den NACAC-Meisterschaften in Freeport klassierte sie sich anschließend mit 13,05 s auf dem fünften Platz.
2023 schied sie bei den Weltmeisterschaften in Budapest mit 13,05 s im Halbfinale über 100 m Hürden aus. Im Jahr darauf nahm sie an den Olympischen Sommerspielen in Paris teil und schied dort mit 13,30 s in der Hoffnungsrunde aus.
In den Jahren 2021 und 2022 wurde Harrison kanadische Meisterin im 100-Meter-Hürdenlauf.

## Persönliche Bestzeiten
- 100 m Hürden: 12,74 (+0,3 m/s), 24. Juli 2022 in Eugene
  - 60 m Hürden (Halle): 8,09 s, 19. März 2022 in Belgrad